# U-481
Unterseeboot 481 foi um submarino alemão do Tipo VIIC, pertencente a Kriegsmarine que atuou durante a Segunda Guerra Mundial.

## Comandantes
| Comandante            | Data                                             |
| --------------------- | ------------------------------------------------ |
| Oblt. Ewald Pick      | 10 de novembro de 1943 - 29 de fevereiro de 1944 |
| Kptlt. Klaus Andersen | 1 de março de 1944 - 9 de maio de 1945           |
| Oblt. Gustav Bischoff | 28 de dezembro de 1944 - 28 de dezembro de 1944  |

## Subordinação
Durante o seu tempo de serviço, esteve subordinado às seguintes flotilhas:
| Período                                      | Flotilha                                  |
| -------------------------------------------- | ----------------------------------------- |
| 10 de novembro de 1943 - 31 de julho de 1944 | 5. Unterseebootsflottille (treinamento)   |
| 1 de agosto de 1944 - 8 de maio de 1945      | 8. Unterseebootsflottille (serviço ativo) |

## Operações conjuntas de ataque
O U-481 participou das seguinte operações de ataque combinado durante a sua carreira:
- Rudeltaktik Faust (16 de abril de 1945 - 25 de abril de 1945)